# Priel
|  | Per a altres significats, vegeu «Jarl Priel». |

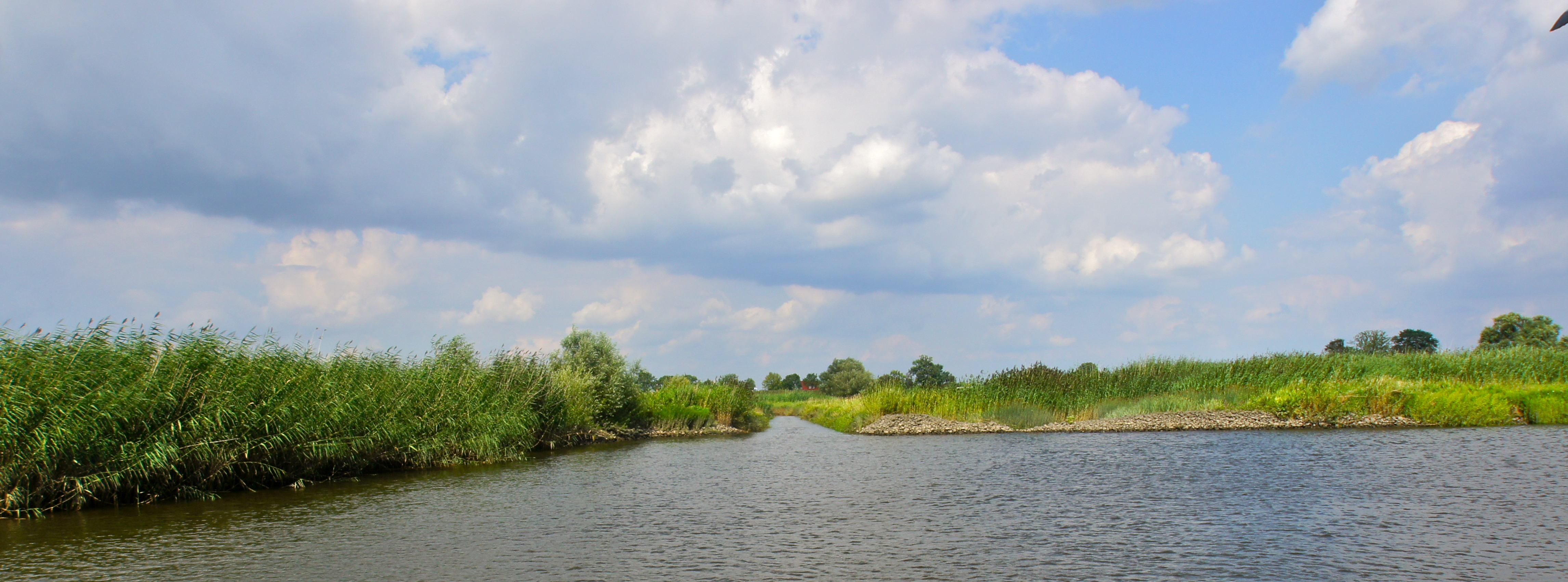
Confluència del priel fluvial Schlinz i de l'Elba

Un priel és una mena de canal natural a les terres fora dels dics i schorres a les planes de marea de costes arenoses sotmesos a moviments de marea amb un desnivell de més d'uns metres al mar del Nord i als estuaris dels rius que hi desemboquen (per exemple: Somme, Escalda, Ems, Weser, Elba i Eider).
Es pronuncia [pri:l], és un mot neerlandès o baix alemany, d'etimologia desconeguda. S'utilitza també la paraula sinònima zwin, que subsisteix en molts topònims, del qual el més conegut és Het Zwin el braç de mar, avui ensorrat, del port medieval de Bruges o els dos municipis que duen el nom Zwijndrecht (= gual a un zwin) És una formació hidrogràfica de les costes sorroses o dels estuaris de rius a les quals hi ha un gran desnivell entre la plenamar i la baixamar. El corrent canvia de direcció quatre vegades al dia: a marea alta terra endins i a marea baixa a mar enllà. El calat és força variable entre zero i alguns metres i el seu curs superior pot quedar sec o gairebé sec a marea baixa. Un priel pot ser la prolongació d'un riu dividir-se en uns braços. Els priels més llargs són al mar de Wadden i a la boca del Somme.

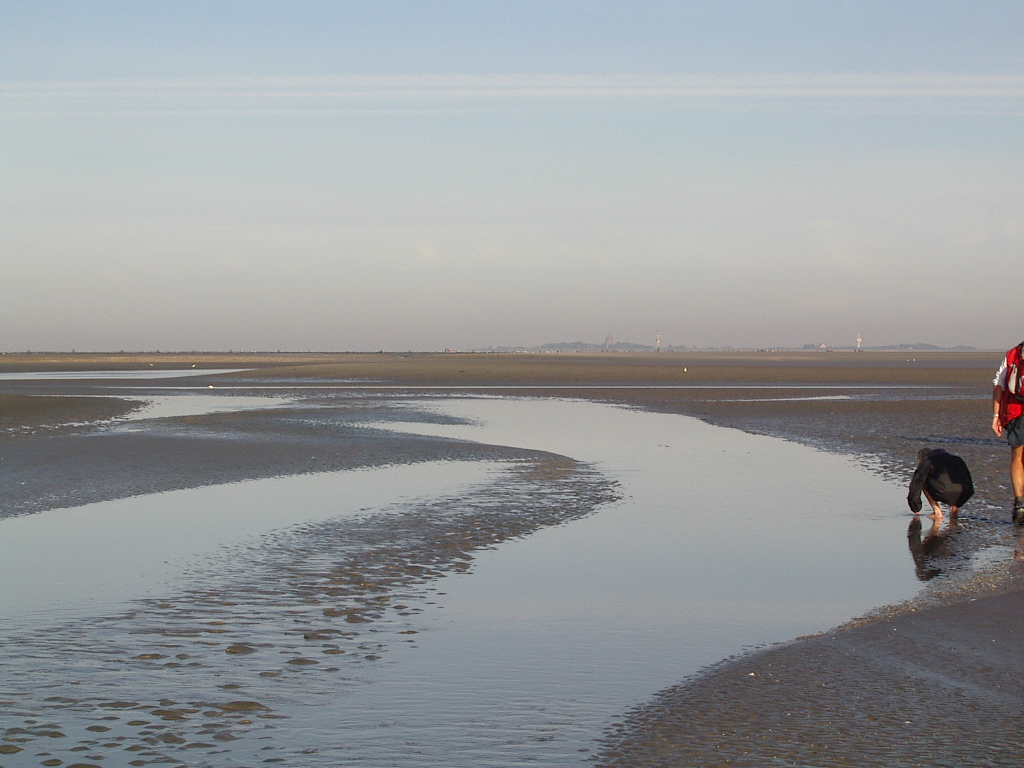
Priel a marea baixa al wad de Sahlenburg a prop de Cuxhaven. Es veu Neuwerk a l'horitzó.

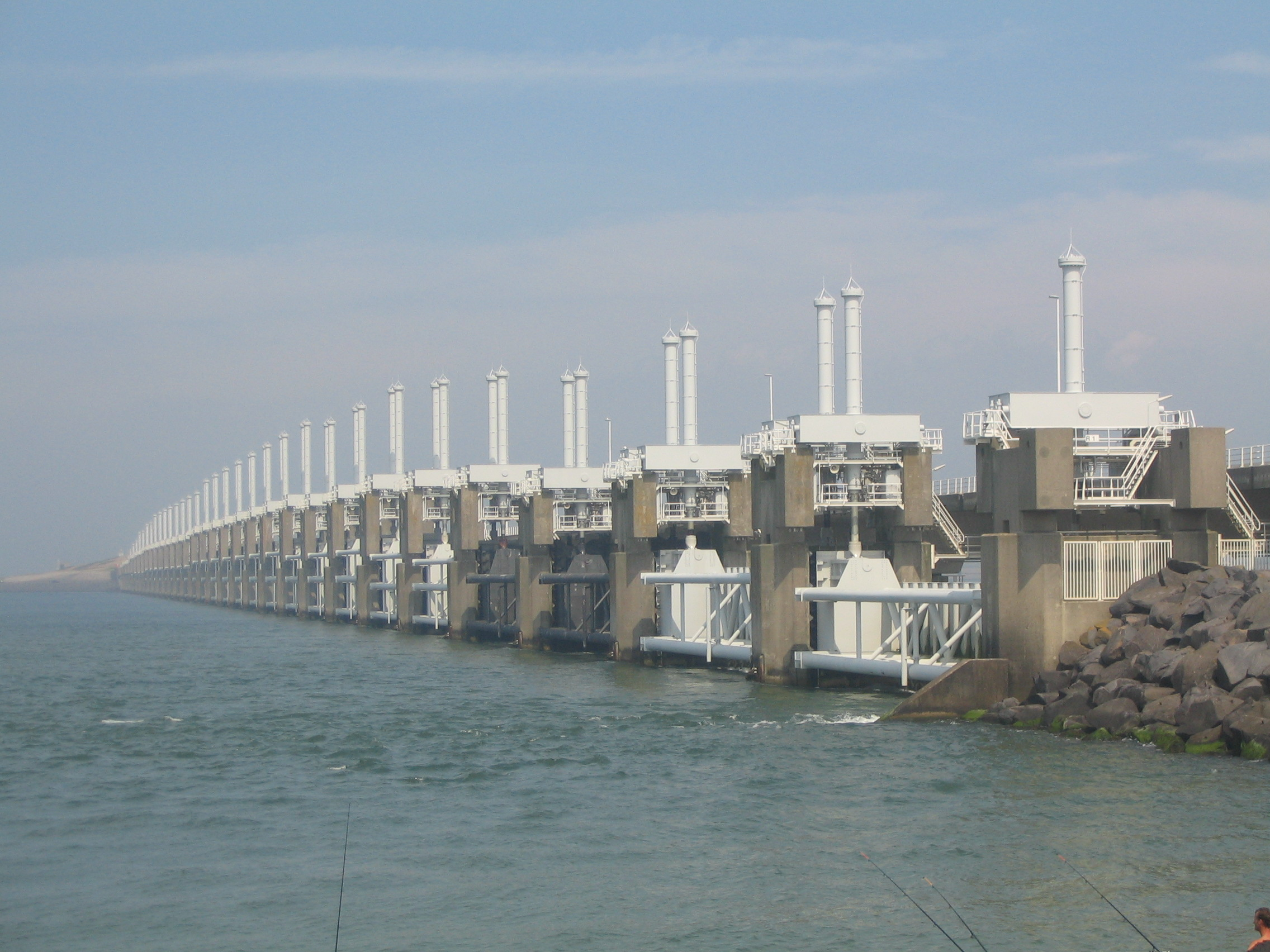
Resclosa antimarejada a l'Escalda oriental

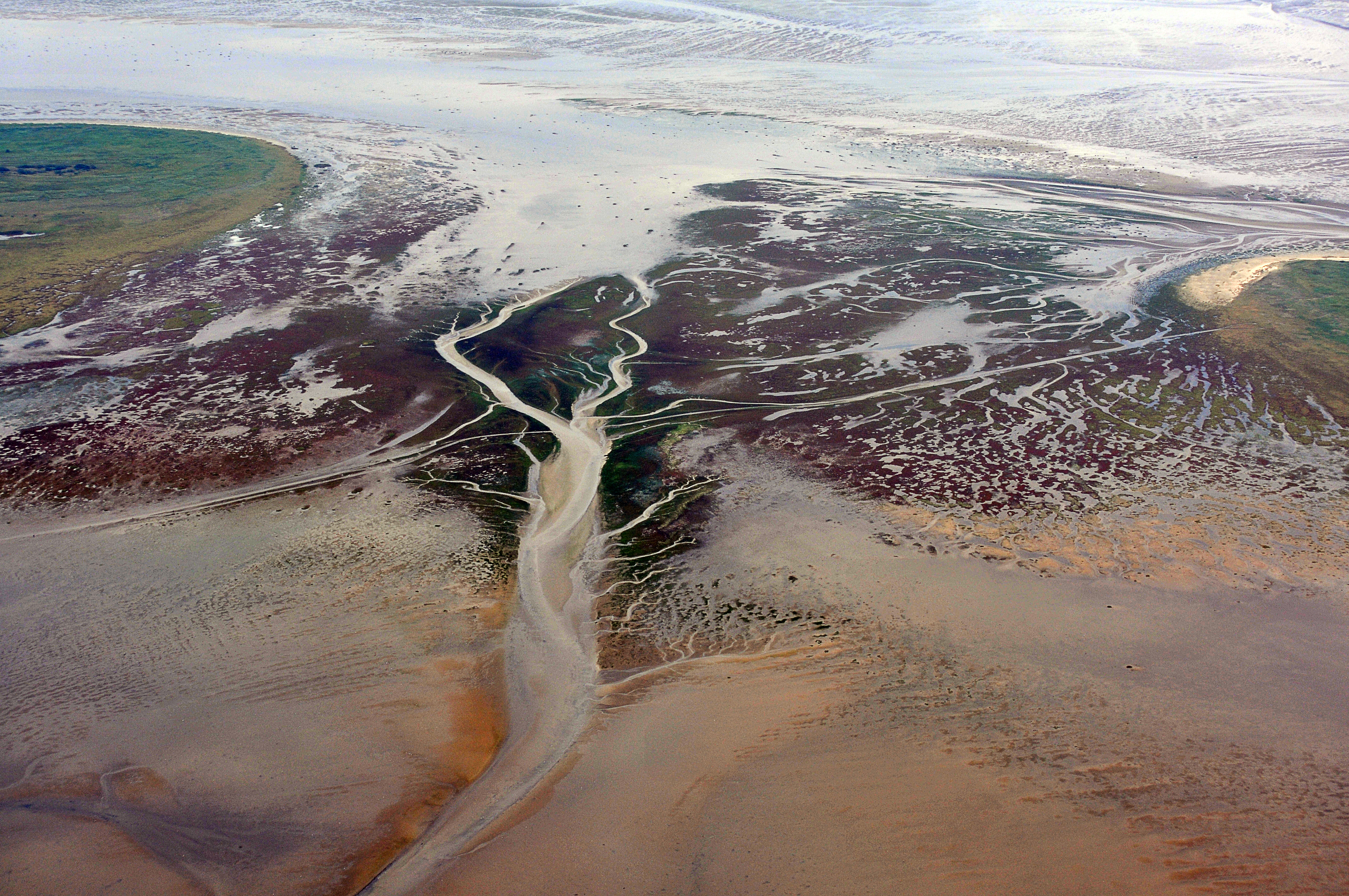
Priel al Mar del Nord

Des de l'edat mitjana, l'home va intervenir i canviar el llit dels priels o zwins, en construir dics per a protegir els pobles sovint inundats i per a crear terra de conreu. Les inundacions llargues després dels marors fortíssims de 1953 als Països Baixos i de 1962 als estuaris de l'Elba i del Weser a Alemanya van instigar una campanya d'obres d'enginyeria civil que van tallar molts priels, punt feble de la costa, de la marea. La protecció va millorar, però un biòtop ric riscava de desaparèixer. Es cerquen solucions per a restaurar la influència de la marea tot i garantir un nivell de protecció suficient. Una de les solucions són els dics permeables que poden tancar-se completament en cas de marea viva. La stormvloedkering a l'Escalda oriental n'és un exemple.

## Usos i riscs
A baixamar poden servir per al desguàs dels pòlders rere els dics. Molts priels són navegables a plenamar i utilitzades pels pescadors o navegadors esportius que han de comptar amb la taula de marees per organitzar les seves entrades i surtides del port.
Pels passejants poden adverar-se molt perilloses. Priels gairebé secs es canvien en torrents a marea alta quan s'omplen promptament i molt més aviat que els seus entorns més alts. El que semblava una elevació a una platja infinida esdevé una illa a la qual turistes desimbolts es troben de cop i volta encerclats abans que el lloc submergeix completament, una causa de morts accidentals a cada estació. Per afegiment, el corrent d'un priel pot esdevenir torrencial el que en fa un obstacle riscos àdhuc per a nadadors experimentats. D'altra banda, el llit d'un priel pot canviar abruptament, en particular després de tempestats i marejades. Per a evitar tots aquests riscs es desconsella de caminar-hi sense guia i sense taula de marees.

## Flora i fauna
Els priels formen un biòtop molt divers. Als priels marítims, les petites gambes crangònid típics del mar del nord formen una exquisitat. Altres espècies són l'Ammodytes tobianus, el rèmol, l'stint, Alosa fallax, el Pomatoschistus minutus, el Zoarces vivípar i moltes altres típiques del biòtop de transició entre la costa i el mar alt. Als marges de les ribes de certs priels, que només submergeixen unes vegades l'any o molt breument a la fi de la marea alta, es desenvolupa una flora d'aigua salabrosa.